# Landkreis Sankt Avold
Der deutsch-lothringische Landkreis Sankt Avold bestand zwischen 1940 und 1944. 

## Geschichte
Die französischen Arrondissements Boulay-Moselle und Forbach im Département Moselle wurden nach dem Beginn des deutschen Westfeldzuges im Juni 1940 von Truppen der Wehrmacht besetzt und deutscher Militärverwaltung unterstellt. Als Landkreis Bolchen und Landkreis Forbach gehörten sie ab dem 2. August 1940 zum CdZ-Gebiet Lothringen, waren aber formal weiterhin Teil Frankreichs. Zu ihrer Verwaltung wurden deutsche Landkommissare in den gleichnamigen Städten eingesetzt.
Zum 1. Dezember 1940 wurden der Landkreis Bolchen und der Landkreis Forbach zum neuen Landkreis Sankt Avold zusammengeschlossen. Sitz des Landkommissars wurde die Stadt Sankt Avold.
Zum 1. April 1941 wurden die Grenzen zu den Nachbarkreisen geringfügig geändert:
- Die Gemeinden Adinghofen, Weintal und Wittenhofen a. d. Nied kamen in den Landkreis Metz,
- Die Gemeinden Behren bei Spichern, Buschbach (Westmark), Dieblingen, Etzlingen, Kerbach, Metzingen (Westmark), Nußweiler bei Forbach und Tentelingen kamen in den Landkreis Saargemünd,
- Die Gemeinden Brittendorf, Karlsheim am Wald und Rollingen aus dem Landkreis Metz kamen in den Landkreis Sankt Avold,
- Die Gemeinden Eschen bei Mörchingen und Pewingen aus dem Landkreis Salzburgen kamen in den Landkreis Sankt Avold.

Im Vorgriff auf eine Vergrößerung der Stadt Saarbrücken wurde am 1. April 1943 die Verwaltung der Stadt Forbach, die bereits um Stieringen und Schönecken vergrößert worden war, und der Gemeinden Alstingen, Kleinrosseln und Spichern aus dem Landkreis Sankt Avold herausgelöst und – als besonderer Verwaltungsbezirk Forbach – der Verwaltung des Oberbürgermeisters des Stadtkreises Saarbrücken unterstellt. Eine förmliche Eingliederung fand aber bis Kriegsende nicht mehr statt.
Im November/Dezember 1944 wurde das Kreisgebiet durch einen Angriff der US-amerikanischen Armee besetzt und wieder französischer Verwaltung unterstellt. Es entspricht etwa dem heutigen Arrondissement Forbach-Boulay-Moselle.

## Politik

### Landkommissar
1940–9999: ?

### Landräte
1940–9999: Hieronymus Merkle
1941–9999: Ludwig Schäfer
1941–1942: Lutwin Zimmer
1942–1943: Werner Heinze
1943–1945: Karl Roth (vertretungsweise)

## Kommunalverfassung
Bis Ende 1940 galt die Gemeindeordnung für Elsaß-Lothringen vom 6. Juni 1895. Ab 1. Januar 1941 wurden alle Gemeinden der im Deutschen Reich gültigen Deutschen Gemeindeordnung vom 30. Januar 1935 unterstellt, welche die Durchsetzung des Führerprinzips auf Gemeindeebene vorsah.
Hierzu erging am 1. Februar 1941 eine Durchführungsverordnung, wonach aus mehreren Gemeinden gemeinschaftliche Bürgermeistereien gebildet werden konnten.
Am 1. April 1941 wurde die Kreisordnung für Lothringen vom 25. März 1941 eingeführt, wonach unter anderem die bisherigen Kantone aufgelöst wurden.
Das Kreisgebiet war zuletzt in die Städte Bolchen, Mörchingen und Sankt Avold und 95 weitere Gemeinden gegliedert. Diese Gemeinden bildeten – je nach Größe – eigene Ortspolizeibezirke oder waren in gemeinschaftlichen Bürgermeistereien zusammengefasst.

## Ortsnamen
Nach dem 2. August 1940 galten die 1918 gültigen amtlichen deutschen Ortsnamen zunächst weiter. Am 25. Januar 1941 wurden alle Ortsnamen endgültig in einer deutschen Fassung festgelegt, die teilweise von der im Jahre 1918 abwich, z. B.:
- Bouzonville: 1918: Busendorf, 1941: Busendorf (Westmark)
- Farschviller: 1918: Farschweiler, 1941: Farschweiler (Westmark)
- Faulquemont: 1918: Falkenberg, 1941: Falkenberg bei Sankt Avold
- Hellimer: 1918: Hellmer 1941: Hellmer (Westmark)
- Hestroff: 1918: Heßdorf, 1941: Heßdorf (Westmark)
- L’Hôpital: 1918: Spittel, 1941: Spittel (Westmark)
- Vahl-Ebersing: 1918: Vahl-Ebersing, 1941: Ebersingen
- Thicourt: 1918: Diedersdorf, 1941: Diedersdorf (Westmark)